# (35743) 1999 GP29
1999 GP29 (asteroide 35743) é um asteroide da cintura principal. Possui uma excentricidade de 0.08020240 e uma inclinação de 3.67141º.
Este asteroide foi descoberto no dia 7 de abril de 1999 por LINEAR em Socorro.